# NorthernTool.com 250
Das NorthernTool.com 250 war ein Autorennen in der NASCAR Nationwide Series, das auf der Milwaukee Mile ausgetragen wurde. 1984 und 1985 ging das Rennen über eine Distanz von 200 Meilen, was 200 Runden entspricht. In den Jahren von 1986 bis 1992 wurde das Rennen nicht ausgetragen. 1993 wurde es wieder in den Rennkalender aufgenommen und auf 250 Meilen beziehungsweise 250 Runden verlängert. Seit 2004 wird das Rennen als Nachtrennen ausgetragen. 

## Sieger
- 2009: Carl Edwards
- 2008: Carl Edwards
- 2007: Aric Almirola (Denny Hamlin fuhr zwar den Großteil es Rennens als Ersatz für Almirola, aber letzterem wurde der Sieg und die Punkte zugesprochen)
- 2006: Paul Menard (258 Runden aufgrund Green-White-Checkered)
- 2005: Johnny Sauter (Rennen auf 200 Runden wegen Regens verkürzt.)
- 2004: Ron Hornaday junior
- 2003: Jason Keller
- 2002: Greg Biffle
- 2001: Greg Biffle
- 2000: Jeff Green
- 1999: Casey Atwood
- 1998: Dale Earnhardt junior
- 1997: Randy LaJoie
- 1996: Buckshot Jones
- 1995: Dale Jarrett
- 1994: Mike Wallace
- 1993: Steve Grissom
- 1985: Jack Ingram
- 1984: Sam Ard